# Diadorim
Diadorim (en portugais : Grande Sertão: Veredas) est l'unique roman de l'auteur brésilien João Guimarães Rosa paru en 1956. Cet ouvrage de taille imposante consiste en un long fil de pensée du narrateur : Riobaldo. Il raconte ses années passées en tant que jagunço (pt), sorte d'homme de main du Nordeste, et les aventures vécues dans l'environnement hostile du sertão.
Œuvre majeure de la littérature brésilienne et de la littérature mondiale du XXe siècle, Diadorim est considéré comme le chef-d'œuvre de son auteur ; le Cercle norvégien du livre l'a sélectionné dans sa liste des 100 meilleurs livres de tous les temps.

## Résumé

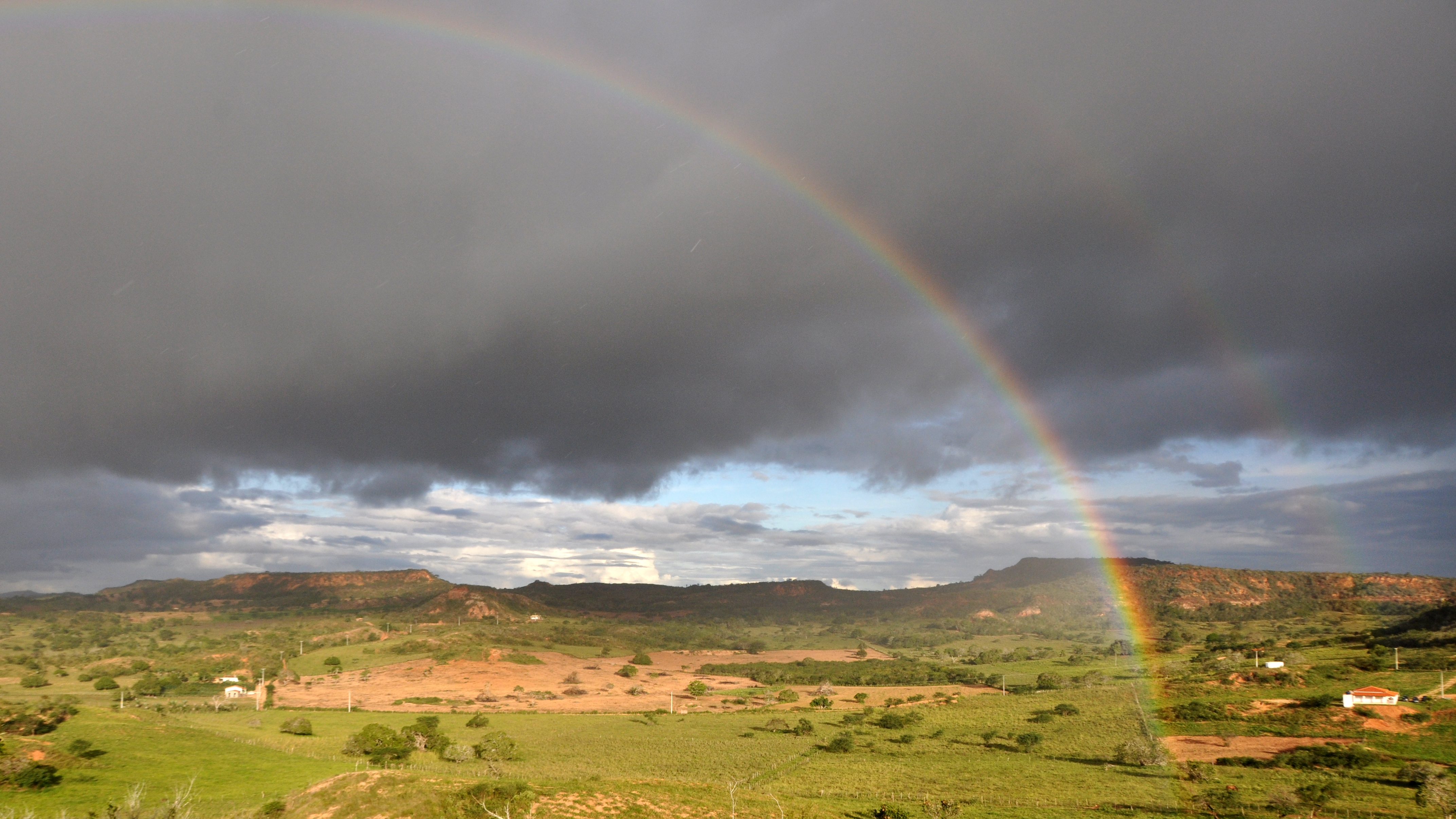
Paysage du sertão.

Le narrateur, Riobaldo, raconte pendant trois jours et sans s'arrêter ses aventures vécues lorsqu'il était jagunço dans le sertão, étendue dépeuplée et pauvre du Nord-Est du pays. Dans un style proche de l'oralité qui multiplie retours en arrière et digressions, le narrateur présente ses compagnons, parmi lesquels le séduisant Diadorim, qui prête son nom au titre de la traduction française. Ce long fil de pensée ininterrompu est l'occasion pour Riobaldo de développer les interrogations existentielles et les dilemmes moraux qu'il a pu rencontrer dans ses jeunes années.
Ce roman expérimental, qui présente une vaste galerie de personnages et d'événements violents, se rapproche aussi bien de l'épopée que du récit post-moderne déstructuré, appelant des interprétations très diverses et ambiguës, et posant, sous le vernis d'une langue populaire, des questions de métaphysique.

## Réception et distinctions

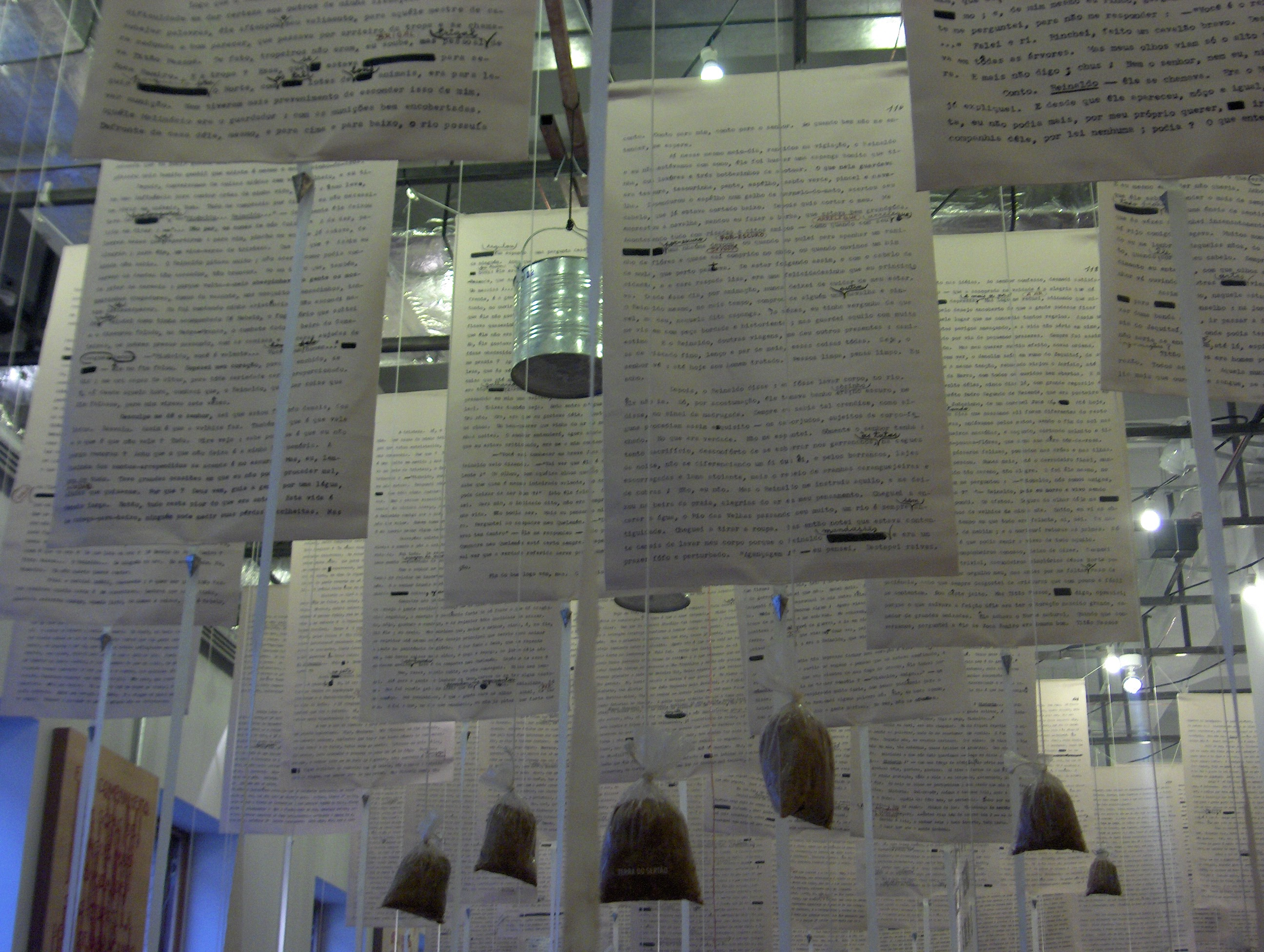
Feuillets originaux exposés au musée de la langue portugaise.

Le choix d'un narrateur qui ne sait pas raconter et qui le dit à plusieurs reprises participe à créer une expérience troublante et parfois difficile pour le lecteur. Riobaldo le met pourtant à contribution quand il l'interroge sur ce qu'il aurait fait à sa place, le mettant ainsi face à ses propres dilemmes. Le lieu de l'action, le sertão, se caractérise par son aridité et son hostilité : ce lieu hostile peut être à rapprocher de la langue elle-même malmenée et poussée dans ses retranchements. Dans la préface de l'édition française, l'auteur péruvien Mario Vargas Llosa propose au moins trois lectures possibles du roman : une première, la plus évidente, se bornerait au genre romanesque, aux faits contés et agencés de brillante manière en éludant les difficultés stylistiques ; une seconde lecture, affrontant la complexité linguistique de l'œuvre, permettrait d'observer que le flot de la parole de Riobaldo décrit une autre réalité que celle du monde représenté, il s'agit des mots et de leurs sonorités elles-mêmes, ils ne renvoient qu'à la réalité qu'ils participent à créer, à la manière d'un « labyrinthe verbal » ; la troisième lecture proposée par Vargas Llosa se concentre sur la portée sataniste du roman à travers le personnage de Riobaldo qui aurait (ou n'aurait pas) conclu un pacte avec le diable. Diadorim se transforme alors en « une interrogation métaphysique sur le bien et le mal ».
En 2002, une assemblée de cent écrivains réunis par le Cercle norvégien du livre l'a sélectionné dans sa liste des 100 meilleurs livres de tous les temps.

## Traductions
Le roman, intitulé Grande Sertão: Veredas, a été traduit deux fois en français. Une première fois en 1965 par Jean-Jacques Villard et une seconde fois en 1991 par Maryvonne Lapouge-Pettorelli. Diadorim est le titre retenu pour les deux traductions.
Outre le français, le roman a été traduit en anglais, allemand, italien, espagnol (Espagne et Argentine), catalan, polonais, tchèque, slovaque, néerlandais, danois, suédois et norvégien.